# Jeziorany
Jeziorany (în germană Seeburg) este un oraș în Polonia.